# Вілланс (озеро)
Вілланс (англ. Lake Whillans) - підльодовикове озеро в Антарктиді. Свою назву отримало на честь гляціолога Айана Вілланса, доктора університету штату Огайо.
Озеро Вілланс розташоване під однойменним льодовиковим потоком в південно-східній частині льодовика Росса . Озеро знаходиться на глибині близько 800 метрів під льодом, його приблизна площа 60 км², а глибина - півтора-два метри , хоча вчені за допомогою сейсмологічних вимірювань припускали 6-9 метрів . Температура води озера становить -0,5 ° С .
Вперше озеро було описано гляціологом Хелен Фрікер з інституту океанографії Скріппса у 2007 році. Вона і її команда вивчали супутникові знімки регіону з 2003 по 2006 рік, на яких виявили періодичні підйом і опускання льоду, і зробили висновок про знаходження в цьому місці підлідного озера.

## Дослідження
28 січня 2013 року група бурильників WISSARD доповіла, що досягла поверхні озера, пройшовши крізь 800-метровий льодовиковий щит. Діаметр пробуреної свердловини склав 30 сантиметрів , через неї були взяті проби води та донних відкладень, в яких були виявлені мікроорганізми - літотрофи (близько 1000 штук на мілілітр, що в 10 разів менше, ніж в океанській воді), які використовують для підтримки своєї життєдіяльності не фотосинтез, а вуглекислий газ . Вчені відзначили, що «це був перший успішний витяг зразків настільки високої якості з антарктичного підльодовикового озера». Раніше схожі роботи проводилися російськими дослідниками в озері Восток, де здобуті зразки не принесли великих відкриттів , і британцями в озері Елсворт, де буріння не було доведено до кінця через поламки обладнання.
Дослідження озера Вілланс може дати вченим уявлення про можливе життя на супутнику Юпітера Європі і супутнику Сатурна Енцеладі, де клімат схожий із земною Антарктикою.